# Mangosläktet
Mangosläktet (Mangifera) är ett växtsläkte med omkring 35 arter som härstammar från Indien, Bangladesh och Indokina. Den indiska arten mango (M. indica) är den viktigaste kommersiellt.